# Saint Hilaire, Minnesota
Saint Hilaire är en ort i Pennington County i delstaten Minnesota, USA.